# Temple de Maharraqa
Le temple de Maharraqa est un temple situé en Nubie, à environ cent-vingt kilomètres au sud d'Assouan. Après plusieurs années de contrôle de l'Empire romain sur l'Égypte, en 30 avant notre ère, les Koushites du royaume de Méroé ont lancé des raids sur la zone de la première cataracte en 23 avant notre ère. 
Le préfet romain en Égypte, Publius Petronius, vainc les raids méroïtiques et positionne ses troupes à la frontière sud de sa région, près de Qasr Ibrim. Après plusieurs négociations, la frontière entre le royaume de Méroé et l'Égypte romaine est fixée et le temple de Maharraqa devient la frontière la plus éloignée de l'Égypte romaine.

## Description
Le temple était consacré au dieu Sarapis et à la déesse Isis. Bien qu'il s'agisse d'un temple de l'Égypte romaine, il n'est pas possible, en l'absence de toute inscription, d'attribuer sa construction au règne d'un empereur romain donné, d'autant plus que le temple n'a pas été achevé. Il est cependant probable que le temple ait été édifié à l'époque de l'empereur Auguste. 
La seule partie terminée est une cour de 15,69 mètres de long pour 13,56 mètres de large. Le temple est entouré de colonnes sur trois côtés. Le sanctuaire proprement dit n'a pas été construit ; de même, l'entrée du temple n'a pas reçu de pylône. Le temple de Maharraqa est caractérisé par un escalier en colimaçon montant jusqu'à son toit ; c'est le seul escalier en colimaçon trouvé dans un temple nubien[réf. souhaitée].

## Processus de déplacement
Le site du temple était menacé par l’inondation après la construction du haut barrage d'Assouan, menant à son démantèlement en 1961 par le ministère égyptien des Antiquités, avant de le réinstaller ailleurs en 1966. Le nouveau site est situé à côté du temple de Dakka à Seboua, à quatre kilomètres à l'ouest du site original du Ouadi es-Seboua.

## Galerie

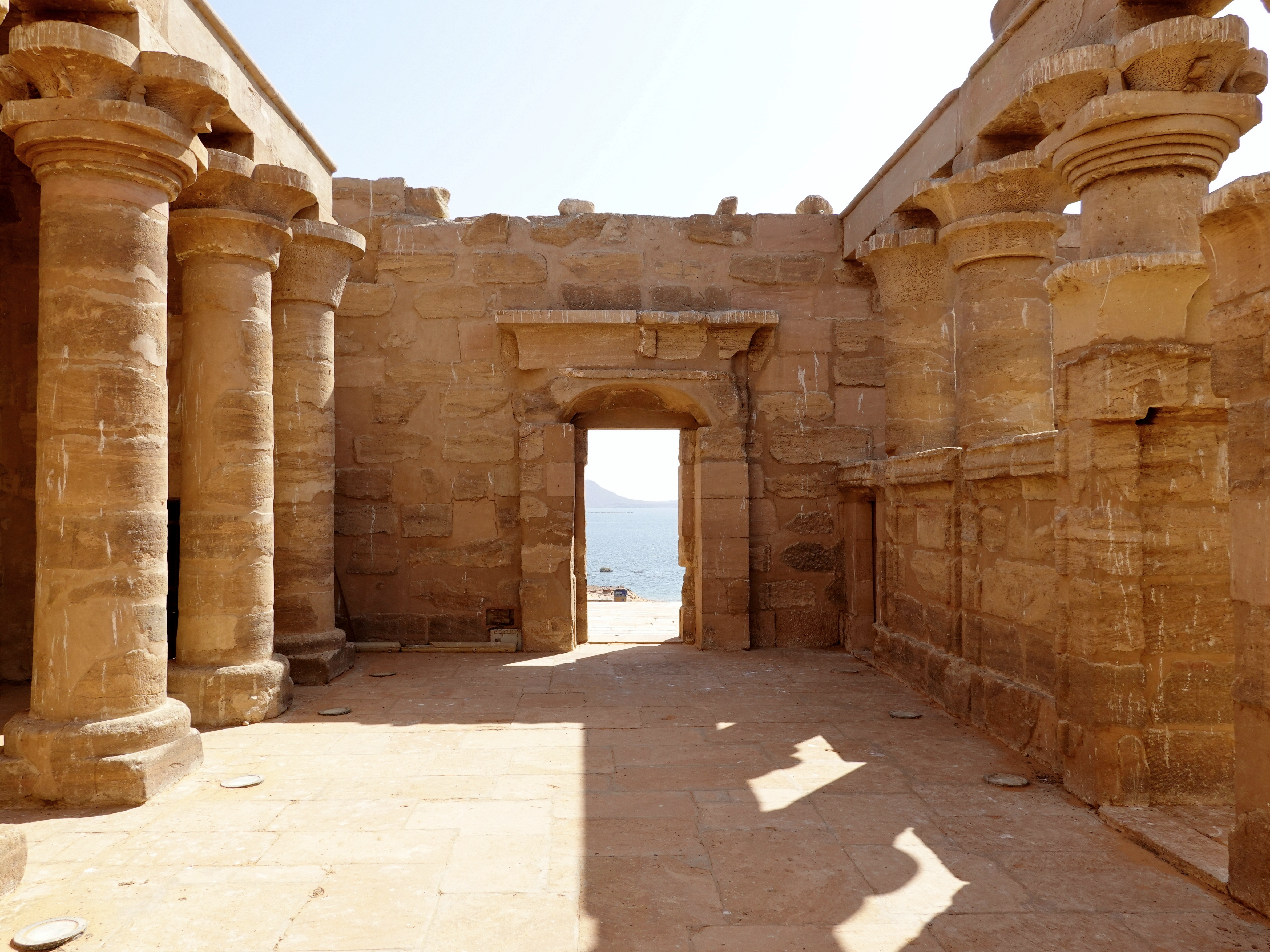
Vue de la cour intérieure du temple.
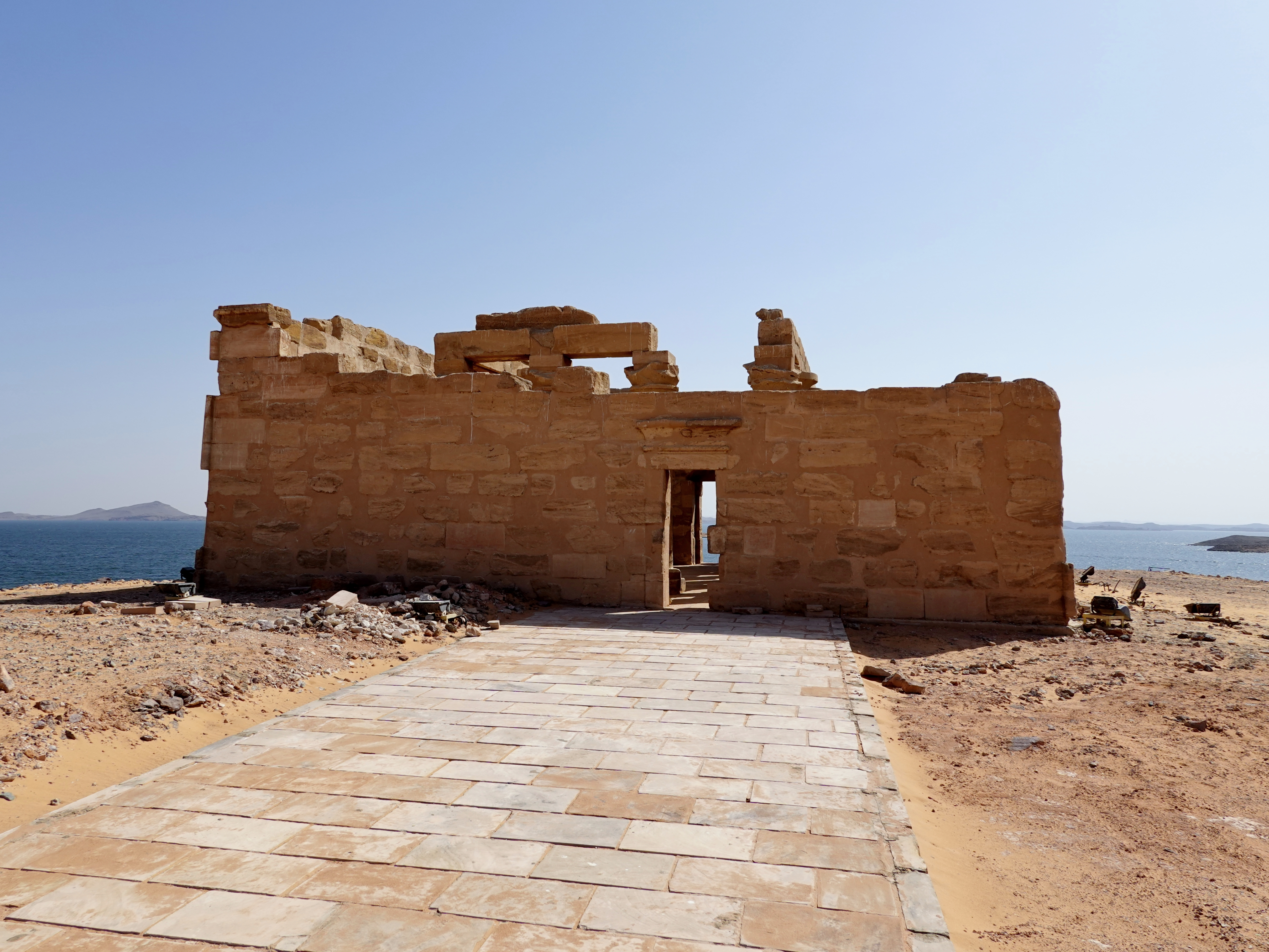
Vue arrière du monument.
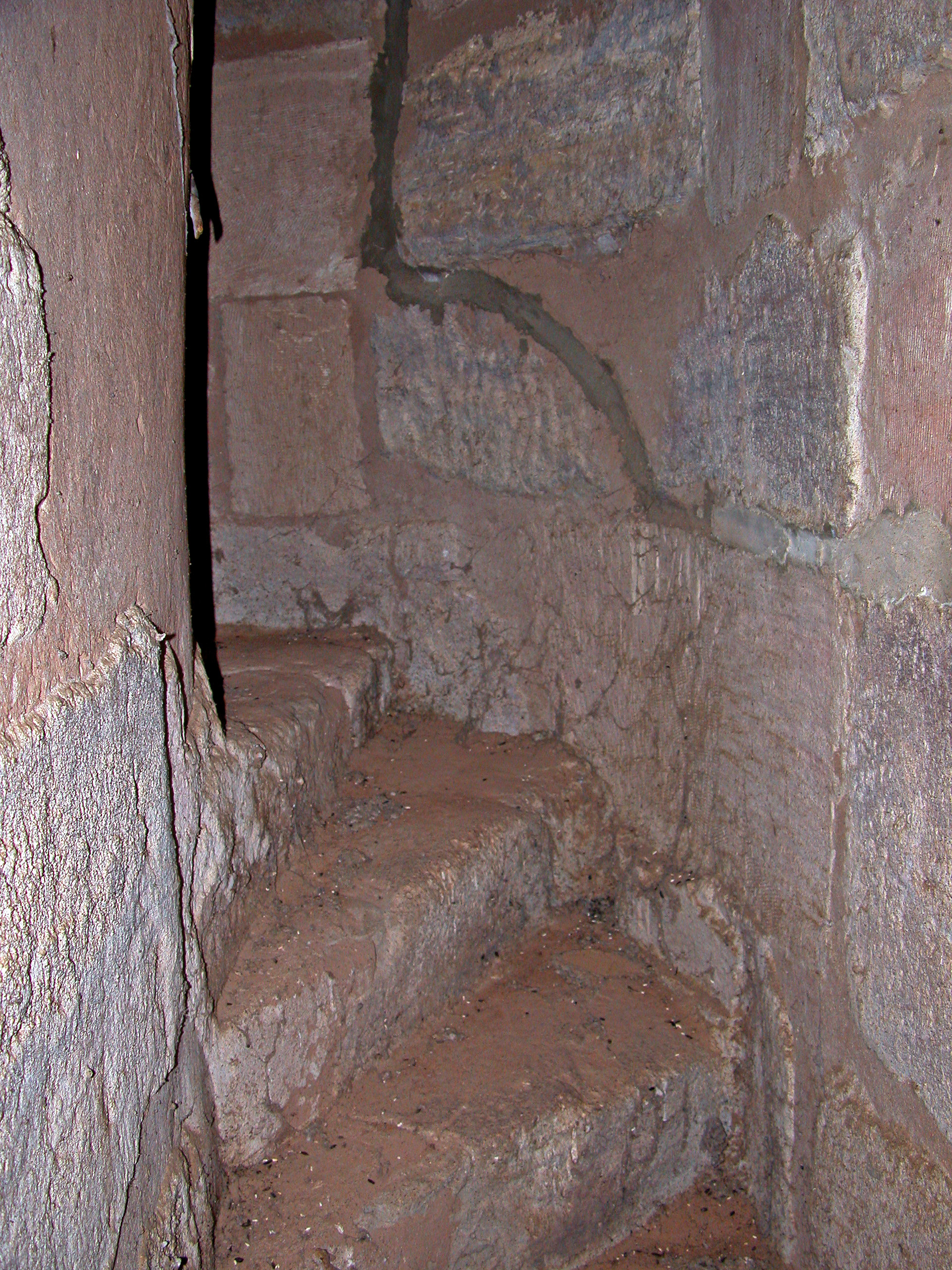
L'escalier en colimaçon.